# Шешуков, Александр Сергеевич
Алекса́ндр Серге́евич Шешуко́в (род. 15 апреля 1983, Петропавловск) — российский футболист, полузащитник; тренер. Мастер спорта России.

## Клубная карьера
Начал заниматься футболом в СДЮШОР-20 города Омска при футбольном клубе «Динамо», в одной команде с Дмитрием Сычёвым. С 17 играет на профессиональном уровне, участник чемпионата Европы-2000 среди юношей.

### «Спартак» (Тамбов)
В 2000 году дебютировал на профессиональном уровне в команде «Спартак» (Тамбов), за которую выступал в течение одного сезона. Из-за того, что в клубе на его позиции играли игроки-ветераны, он не часто попадал в состав. Через год он перешёл на правах аренды в «Спартак-Орехово», несмотря на интерес со стороны донецкого «Шахтёра», заметившего игрока на мемориале Гранаткина. В «Орехово» провёл 22 матча и забил 2 гола, часто выступая на флангах полузащиты.

### «Спартак» (Москва) и аренда в «Сокол»
1 января 2002 года перешёл в московский «Спартак», в составе которого дебютировал 22 января в матче Кубка Содружества с армянским «Пюником». Контракт с полузащитником был подписан на 5 лет. 7 марта Шешуков впервые сыграл за дублирующий состав «Спартака» в матче 1-го тура турнира дублёров с «Ростсельмашем». 21 апреля впервые сыграл официальный матч за основной состав «Спартака»; в этом матче «Спартак» проиграл ЦСКА 0:3, а Шешуков был одним из худших на поле, вследствие чего его заменили после перерыва. Всего в своём первом сезоне провёл 2 игры за основной состав. В следующем сезоне вновь не попадал в основу «Спартака», и в конце сезона президент «Спартака» Андрей Червиченко принял решение отдать его в другой клуб на правах аренды.
В феврале 2004 года на правах аренды перешёл в саратовский «Сокол». 6 апреля Шешуков дебютировал в составе «Сокола» в матче против липецкого «Металлурга», выйдя на замену на 90-й минуте встречи. 8 июня забил свой первый мяч за «Сокол», поразив ворота «Газовика-Газпром». Всего за клуб Шешуков провёл 35 матчей и забил 2 гола, а также сыграл 1 игру в кубке страны.
По окончании сезона Шешуков вернулся в московский «Спартак». Однако главный тренер команды Александр Старков не видел игрока в основном составе, где хотел играть Шешуков.
Зимой Шешуков вёл переговоры по поводу перехода в «Амкар», но они окончились неудачно.

### «Луч-Энергия»
В феврале 2005 года перешёл в «Луч-Энергию» из Владивостока. 9 апреля он впервые вышел в составе «Луча» в матче с «Кубанью», игра завершилась вничью (1:1). После этой игры Шешуков завоевал твёрдое место в основе команды и играл регулярно до того момента, когда в мае получил травму паховых мышц. Шешуков восстановился только к середине июля и вновь завоевал место в составе команды. 7 сентября в матче с «Орлом» впервые в карьере был удалён с поля, получив 2 жёлтые карточки. Всего в первом сезоне за «Луч» провёл 21 матч и помог клубу выйти в Премьер-лигу. После этого выступал за «Луч» ещё 3 сезона. В январе 2008 года он был назначен капитаном команды. В том же сезоне он забил автогол в игре с «Рубином», ставший единственным в первом круге.

### ФК «Москва»

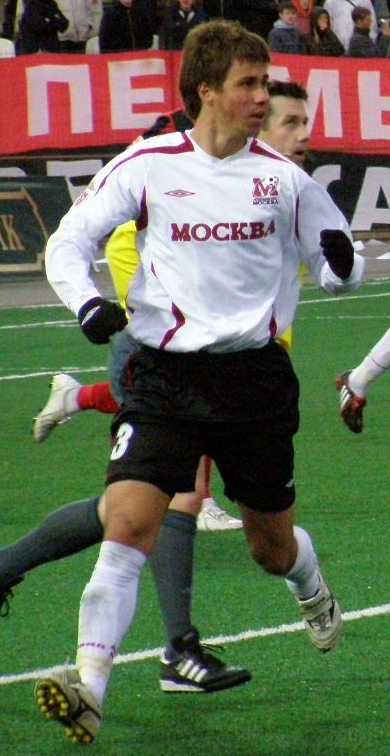
Шешуков в составе «Москвы»

9 июля 2008 года перешёл в «Москву», подписав контракт на 3 года. 2 августа дебютировал в составе «Москвы» в матче с «Зенитом», заменив на 61-й минуте Епуряну. В том же месяце получил травму в игре с «Томью». Всего за Москву в 2008 году провёл 14 игр, включая 2 матча в Кубке УЕФА, ставших первыми для него на таком уровне. В следующем сезоне провёл 25 игр и забил 1 гол, поразив 31 октября ворота «Зенита» и принеся в этом матче победу своей команде со счётом 1:0.

### Возвращение в «Спартак»

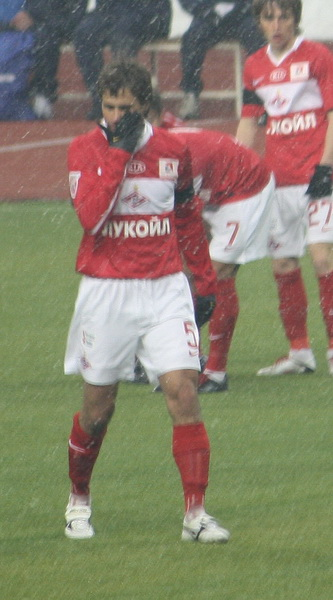
Шешуков в первом матче после возвращения в «Спартак». В этой игре он был удалён

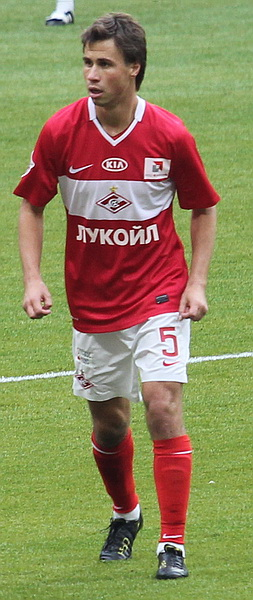
Шешуков в 2010 году

В конце августа 2009 года начались переговоры по поводу возвращения Шешукова в «Спартак», которому он симпатизировал, однако сделка не состоялась. В декабре переговоры были возобновлены. После того, как «Москва» снялась с соревнований, в статусе свободного агента начал переговоры по подписанию контракта со «Спартаком». 28 февраля 2010 года Шешуков во второй раз стал игроком «Спартака», расторгнув контракт с «Москвой». Шешуков сказал, что рад возвращению в «Спартак», хотя и не ожидал, что оно состоится.
14 марта 2010 года провёл первый после возвращения матч в составе «Спартака»; в нём его команда проиграла со счётом 0:1 московскому «Динамо». Шешуков в этой игре был удалён за две жёлтые карточки. Несмотря на неудачный старт, он смог закрепиться в основном составе команды. По мнению Николая Писарева, Александр попадал в состав исключительно из-за лимита на легионеров. В мае Шешуков получил травму мениска, ему была сделана артроскопия коленного сустава в Германии. 25 июля в игре с «Крыльями Советов», был удалён с поля за две жёлтые карточки. 3 октября забил первый гол за «Спартак», поразив ворота «Анжи» и принеся победу своей команде со счётом 1:0. Всего за сезон провёл 30 игр и забил 1 гол.
Осенью 2011 года Шешуков начал задумываться о уходе из «Спартака» из-за того, что тренерский штаб не видел в нём футболиста основного состава. В декабре Валерий Карпин, главный тренер «красно-белых», сказал, что Шешуков не полетит с основным составом команды на предсезонный сбор.

### С 2012 года
В июне 2012 года подписал трёхлетнее соглашение с «Ростовом».
18 февраля 2014 года стал футболистом московского «Локомотива». В новом клубе взял 8 номер.
14 июня 2016 года подписал контракт с тульским «Арсеналом», рассчитанный на 1 год. 14 февраля 2017 года расторг контракт.
В феврале 2017 года было объявлено о подписании контракта Шешукова с калининградской «Балтикой». В начале февраля 2019 покинул клуб, не согласившись на понижение зарплаты. 2019 год провёл в «Знамени» Ногинск, выступавшем в чемпионате Московской области, с сезона 2020/21 играл за команду в ПФЛ.
В 2023 году — игрок команды «Куркино», играющей в чемпионате Москвы (Дивизион «А» в рамках Первенства России среди ЛФК). Также играет в медиафутболе.

## Карьера в сборной
Играл за юношескую сборную России (до 16-ти лет) в составе которой участвовал на чемпионате Европы в Израиле, где забил два мяча, включая победный в ворота сборной Англии, а также отличился в игре с североирландцами. Россияне на том турнире дошли до стадии 1/4 финала, где проиграли Нидерландам.
Играл за молодёжную сборную России, был капитаном команды.
В мае 2011 года вызван в состав первой сборной. 7 июня 2011 года дебютировал за сборную в товарищеском матче со Сборной Камеруна. В этой игре отыграл первый тайм.

## Семья
Супруга Анна Шешукова. Дочь Полина.

## Достижения
«Спартак» (Москва)
- Серебряный призёр чемпионата России: 2011/12
- Бронзовый призёр чемпионата России: 2002

«Луч-Энергия»
- Победитель Первого дивизиона: 2005

«Локомотив» (Москва)
- Бронзовый призёр чемпионата России: 2013/14
- Обладатель Кубка России: 2014/15

## Статистика
| Сезон   | Клуб             | Лига            | Чемпионат | Чемпионат | Кубок | Кубок | Еврокубки | Еврокубки | Всего | Всего |
| Сезон   | Клуб             | Лига            | Игры      | Голы      | Игры  | Голы  | Игры      | Голы      | Игры  | Голы  |
| ------- | ---------------- | --------------- | --------- | --------- | ----- | ----- | --------- | --------- | ----- | ----- |
| 2000    | Спартак (Тамбов) | Второй дивизион | 9         | 0         | 0     | 0     | 0         | 0         | 9     | 0     |
| Итого   | Спартак (Тамбов) |                 | 9         | 0         | 0     | 0     | 0         | 0         | 9     | 0     |
| 2001    | Спартак-Орехово  | Второй дивизион | 22        | 2         | 2     | 0     | —         | —         | 24    | 2     |
| Итого   | Спартак-Орехово  |                 | 22        | 2         | 2     | 0     | 0         | 0         | 24    | 2     |
| 2002    | Спартак (Москва) | РФПЛ            | 2         | 0         | 0     | 0     | 0         | 0         | 2     | 0     |
| 2003    | Спартак (Москва) | РФПЛ            | 2         | 0         | 1     | 0     | 0         | 0         | 3     | 0     |
| Итого   | Спартак          |                 | 4         | 0         | 1     | 0     | 0         | 0         | 5     | 0     |
| 2004    | Сокол            | Первый дивизион | 36        | 2         | 1     | 0     | —         | —         | 37    | 2     |
| Итого   | Сокол            |                 | 36        | 2         | 1     | 0     | 0         | 0         | 37    | 2     |
| 2005    | Луч-Энергия      | Первый дивизион | 21        | 0         | 2     | 0     | —         | —         | 23    | 0     |
| 2006    | Луч-Энергия      | РФПЛ            | 28        | 1         | 3     | 1     | —         | —         | 31    | 2     |
| 2007    | Луч-Энергия      | РФПЛ            | 26        | 2         | 0     | 0     | —         | —         | 26    | 2     |
| 2008    | Луч-Энергия      | РФПЛ            | 10        | 0         | 0     | 0     | —         | —         | 10    | 0     |
| Итого   | Луч-Энергия      |                 | 85        | 3         | 5     | 1     | 0         | 0         | 90    | 4     |
| 2008    | Москва           | РФПЛ            | 10        | 0         | 2     | 0     | 2         | 0         | 14    | 0     |
| 2009    | Москва           | РФПЛ            | 25        | 1         | 3     | 0     | —         | —         | 28    | 1     |
| Итого   | Москва           |                 | 35        | 1         | 5     | 0     | 2         | 0         | 42    | 1     |
| 2010    | Спартак (Москва) | РФПЛ            | 23        | 1         | 0     | 0     | 6         | 0         | 29    | 1     |
| 2011/12 | Спартак (Москва) | РФПЛ            | 20        | 1         | 3     | 0     | 5         | 0         | 28    | 0     |
| Итого   | Спартак          |                 | 43        | 2         | 3     | 0     | 11        | 0         | 57    | 2     |
| 2012/13 | Ростов           | РФПЛ            | 27        | 0         | 3     | 0     | —         | —         | 30    | 0     |
| 2013/14 | Ростов           | РФПЛ            | 19        | 0         | 1     | 0     | —         | —         | 20    | 0     |
| Итого   | Ростов           |                 | 46        | 0         | 4     | 0     | 0         | 0         | 50    | 0     |
| 2013/14 | Локомотив        | РФПЛ            | 9         | 0         | —     | —     | —         | —         | 9     | 0     |
| Итого   | Локомотив        |                 | 9         | 0         | 0     | 0     | 0         | 0         | 9     | 0     |
| Всего   |                  |                 | 289       | 8         | 22    | 1     | 14        | 0         | 325   | 9     |

| Матчи Шешукова за сборную России | Матчи Шешукова за сборную России | Матчи Шешукова за сборную России | Матчи Шешукова за сборную России | Матчи Шешукова за сборную России | Матчи Шешукова за сборную России | Матчи Шешукова за сборную России |
| -------------------------------- | -------------------------------- | -------------------------------- | -------------------------------- | -------------------------------- | -------------------------------- | -------------------------------- |
| №                                | Дата                             | Соперник                         | Счёт                             | Голы Шешукова                    | Турнир                           |                                  |
| 1                                | 7 июня 2011                      | Камерун                          | 0:0                              | -                                | Товарищеский матч                |                                  |